# Szrinagar
Szrinagar (urdu nyelven: سری نگر, angolul: Srinagar) város India északi részén, Dzsammu és Kasmír szövetségi állam nyári fővárosa. Lakosainak száma 1,2 millió fő volt 2011-ben.
Idegenforgalmi központ, palotákkal, mecsetekkel, múzeumokkal, de az utóbbi időszak zavargásai elriasztották a látogatókat. Az óváros a Dzselam folyó két partján terül el, amelyet sok híd köt össze. A város szélén találhatók az idilli Dál- és Nagin tó, amelyet holtágak rendszere köt össze. A város legvonzóbb látványosságai a mecsetek és a szentélyek, illetve a város közeli mogul kertek.

## Földrajz

### Éghajlat
| Hónap                         | Jan.  | Feb. | Már. | Ápr. | Máj. | Jún. | Júl. | Aug. | Szep. | Okt. | Nov. | Dec. | Év    |
| ----------------------------- | ----- | ---- | ---- | ---- | ---- | ---- | ---- | ---- | ----- | ---- | ---- | ---- | ----- |
| Rekord max. hőmérséklet (°C)  | 15,8  | 18,7 | 26,8 | 29,7 | 34,2 | 39,7 | 37,0 | 35,4 | 33,5  | 31,1 | 24,4 | 18,0 | 39,7  |
| Átlagos max. hőmérséklet (°C) | 7,6   | 10,5 | 15,8 | 20,9 | 25,2 | 28,9 | 30,2 | 29,8 | 27,7  | 22,6 | 16,2 | 9,7  | 20,5  |
| Átlaghőmérséklet (°C)         | 2,7   | 5,4  | 9,8  | 14,3 | 18,2 | 21,9 | 24,2 | 23,8 | 20,2  | 14,5 | 8,5  | 4,0  | 14,0  |
| Átlagos min. hőmérséklet (°C) | −2,2  | 0,3  | 3,9  | 7,8  | 11,1 | 14,8 | 18,2 | 17,7 | 12,7  | 6,3  | 0,9  | −1,7 | 7,5   |
| Rekord min. hőmérséklet (°C)  | −20,5 | −6,6 | −6,6 | 0,0  | 1,0  | 5,2  | 10,3 | 10,5 | 5,5   | −1,5 | −4,8 | −7,3 | −20,5 |
| Átl. csapadékmennyiség (mm)   | 54    | 82   | 118  | 91   | 71   | 42   | 69   | 64   | 29    | 28   | 29   | 46   | 722   |
| Forrás: weatherlabs.in        |       |      |      |      |      |      |      |      |       |      |      |      |       |